# Autoestimulació
El comportament autoestimulador, també conegut com a autoestimulació o stimming, és la repetició de moviments físics, sons o moviments repetitius d'objectes comuns en individus amb discapacitats del desenvolupament i que prevalen en persones amb trastorns de l'espectre autista (TEA). Tanmateix, també es pot veure en persones amb trastorns d'ansietat, com el trastorn obsessivocompulsiu (TOC), trastorn per dèficit d'atenció amb hiperactivitat (TDAH), síndrome de Tourette, i en persones amb trastorns neurològics o infeccions cerebrals. Es considera una forma en què una persona amb autisme es calma i s'estimula. Els terapeutes consideren que aquest comportament és una resposta protectora, en ser excessivament sensibles als estímuls, amb els quals els blocs individuals són més previsibles que els estímuls ambientals. El trastorn de processament sensorial (SPD, Sensory processing disorder) també es dona com una raó per alguns terapeutes per a la condició. Una altra teoria és que l'autoestimulació és una forma d'alleujar l'ansietat i altres emocions.
Els comportaments comuns d'autoestimulació inclouen aleteig dels braços (flapping), moviment de balanceig, parpadeig excessiu o fort, moviments rítmics (semblant a tics), cops de cap, repetició de sons o paraules, fer cops amb els dits i moure objectes.
L'autoestimulació és gairebé sempre un aspecte de l'autisme, però també es considera part d'alguns patrons de comportament dels individus no autistes. La diferència més gran entre l'autoestimulació autista i no autista és el tipus d'estímul i la quantitat d'autoestimulació. Quan la necessitat d'estimular o la quantitat d'autoestimulació interfereix amb el comportament normal, es diagnostica com autisme, síndrome d'Aspeger o trastorn de processament sensorial (encara no reconegut en el Manual Diagnòstic i Estadístic dels Trastorns Mentals (DSM)).
En el Manual Diagnòstic i Estadístic dels Trastorns Mentalss, publicat per l'Associació Americana de Psiquiatria, aquest tipus de comportament figura com un dels símptomes de l'autisme o «moviments motors estereotipats i repetitius». Hi ha moltes maneres de reduir o eliminar comportaments estereotipats. Alguns d'ells inclouen proporcionar formes alternatives d'estimulació a un individu; s'han utilitzat medicaments per reduir l'autoestimulació (no obstant això, no és clar si els medicaments són realment beneficioses o si només fan que l'individu trobi alleugeriment). La majoria de la comunitat autista s'oposa als intents de reduir o eliminar l'autoestimulació perquè l'autoestimulació és una eina important per a l'autoregulació. Molts afirmen que són potencialment abusius els intents de cessament de l'autoestimulació. Aquesta és una de les raons principals per que la comunitat autista tendeix a oposar-se a la teràpia ABA (entre una gran quantitat d'altres motius, incloent-hi l'ús de tractaments de xoc i la mateixa base de l'entrenament de conformitat amb l'anàlisi de comportament aplicat).
En alguns casos, l'autoestimulacio pot ser un comportament d'autolesió. Les formes comunes d'aquests comportaments inclouen els cops de cap, mossegar-se les mans i el fregament i gratament excessiu. Aquests comportaments, quan es veuen a través de la lent del trastorn de processament sensorial i de l'autisme, es poden veure com una resposta adaptativa a la interpretació excessiva i subtil d'estímuls sensorials.